# Luisella Boni
Luisella Boni (eigentlich Luisa Angela Bozzo; * 24. Juli 1935 in Como) ist eine italienische Schauspielerin.

## Leben
Die hochgewachsene, ausdrucksstarke, braunhaarige, mit stechendem Blick versehene Boni war eine der vielversprechenden Talente unter den zahlreichen neuen Gesichtern im italienischen Kino der 1950er Jahre. Nach ihrem Debüt 1952 und etlichen wenig bemerkenswerten Gebrauchsfilmen (einzig Alessandro Blasettis Tempi nostri ist 1954 davon ausgenommen) besetzte sie Howard Hawks in seinem Monumentalfilm Land der Pharaonen als Sklavin, die vom Sohn des Pyramiden-Architekten errettet wird. Die kleine Rolle wurde von den Zeitschriften der Zeit als Beginn einer ruhmreichen Karriere empfunden und dargestellt. Boni selbst entwickelte keine Star-Allüren und drehte bis zum Beginn der 1960er Jahre vor allem Abenteuerfilme in ihrem Heimatland, aber auch in Frankreich, Spanien und Deutschland, die ihr Publikum meist recht anspruchslos, aber verlässlich und vergnüglich unterhielten. Manchmal wurde sie, dem Geschmack der damaligen Zeit folgend, unter dem international klingenden Pseudonym Brigitte Corey geführt.
1956 war Boni erstmals in einer Fernsehproduktion zu sehen, in Turgenews Gnadenbrot unter Tatiana Pawlowa. 1957 spielte sie erstmals unter Daniele D’Anza; neun Jahre später schrieb dieser das Drehbuch für Melissa nach Francis Durbridge für sie, mit der er seit 1965 verheiratet war. Bekannte Zusammenarbeiten boten auch der Giallo Giocanda a golf una mattina oder das Musical Non cantante spara. Weitere Fernsehengagements waren u. a. Enrico IV 1959 (Claudio Fino), Delitto impossibile 1967 (Sergio Velitti). Neben Totò spielte sie eine Farce, ein Kinomagazin präsentierte sie mit „Cinema d'oggi“. Boni probierte sich immer wieder in neuen Rollen und Formen. Im Theater war das erste Engagement beim „Teatro del Cavegno“ erfolgt; vier Jahre später spielte sie 1960 unter Georges Vitaly in Lucy Crown, 1970 unter Franco Molè in I Cenci.
Nach ihrer Eheschließung 1965 ging die Zahl und der Umfang ihrer Rollen deutlich zurück. Für das Fernsehen drehte sie für eine während des Zweiten Weltkrieges spielenden Spionageserie von Silverio Blasi 1980. In den 1990er Jahren folgten Arbeiten wie die Serie Don Fumino (1993), die Miniserie Il grande fuoco (1995), eine Folge der Kriminalserie Il mastino (1998) oder der Fernsehfilm Le regazze di Miss Italia (2000).

## Filmografie (Auswahl)
- 1952: Fanciulle di lusso
- 1953: Frine, Sklavin der Liebe (Frine, cortigiana d’Oriente)
- 1953: Der Tempelschatz von Bengalen (Il tesoro di Bengala)
- 1954: Nana (Nanà)
- 1955: Land der Pharaonen (Land of the Pharaohs)
- 1957: Der Tag der Verdammten (Amenecer en puerta oscura)
- 1957: Zwischen Schanghai und St. Pauli
- 1958: Mit Feuer und Schwert (Il cavaliere del castello maledetto)
- 1959: Abenteuer in der Stadt (Avventura in città (Paisanella))
- 1961: Unter der Flagge der Freibeuter (Los corsarios del Caribe)
- 1961: Gefährliche Reise
- 1961: Herkules im Netz der Cleopatra (Sansone)
- 1962: Samson, Befreier der Versklavten (La furia di Ercole)
- 2013: Un caso di coscienza (Fernseh-Miniserie, eine Folge)